# Condado de Day
El condado de Day es un condado del estado de Dakota del Sur, Estados Unidos. Tiene una población estimada, a mediados de 2023, de 5451 habitantes.
La sede del condado es Webster.

## Geografía
Según la Oficina del Censo, tiene una superficie total de 2826 km², de los cuales 2664 km² corresponden a tierra firme y 162 km² están cubiertos de agua.

### Condados adyacentes
- Condado de Marshall - norte
- Condado de Roberts  - este
- Condado de Grant - sureste
- Condado de Codington - sureste
- Condado de Clark - sur
- Condado de Spink - suroeste
- Condado de Brown - oeste

## Demografía
Según la estimación 2018-2022 de la Oficina del Censo, los ingresos medios de los hogares del condado son de $57 558 y los ingresos medios de las familias son de $76 583. Los ingresos per cápita en los últimos doce meses, medidos en dólares de 2022, son de $34 210.  Alrededor del 14.7% de la población está por debajo de la línea de pobreza nacional.
| 1900   | 1910   | 1920   | 1930   | 1940   | 1950   | 1960   | 1970 | 1980 | 1990 | 2000 | 2010 | 2020 | 2023 (est.) |
| ------ | ------ | ------ | ------ | ------ | ------ | ------ | ---- | ---- | ---- | ---- | ---- | ---- | ----------- |
| 12 254 | 14 372 | 15 194 | 14 606 | 13 565 | 12 294 | 10 516 | 8713 | 8133 | 6978 | 6267 | 5710 | 5449 | 5451        |

## Comunidades

### Ciudades
- Bristol
- Waubay
- Webster

### Pueblos
- Andover
- Butler
- Grenville
- Pierpont
- Roslyn

### Lugares designados por el censo (census-designated places,CDP)
- Enemy Swim

### Municipios
| - Municipio de Andover - Municipio de Bristol - Municipio de Butler - Municipio de Central Point - Municipio de Egeland - Municipio de Farmington - Municipio de Grenville - Municipio de Highland - Municipio de Homer - Municipio de Independence - Municipio de Kidder - Municipio de Kosciusko - Municipio de Liberty - Municipio de Lynn | - Municipio de Morton - Municipio de Nutley - Municipio de Oak Gulch - Municipio de Racine - Municipio de Raritan - Municipio de Rusk - Municipio de Scotland - Municipio de Troy - Municipio de Union - Municipio de Valley - Municipio de Waubay - Municipio de Webster - Municipio de Wheatland - Municipio de York |

## Principales carreteras
- Carretera de U.S. 12
- Carretera de Dakota del Sur 25
- Carretera de Dakota del Sur 27